# ジェームズ・スターレー

ジェームズ・スターレー記念像 コヴェントリー

ジェームズ・スターレー(James Starley、1830年4月21日 - 1881年6月17日)は英国の発明家。『自転車産業界の父』。英国アルボーンで生まれ、のちコヴェントリーに移る。コヴェントリーで、自転車および三輪車での先進的な貢献をおこなう。オーディナリー型とも言われる前輪の大きなペニー・ファージング型自転車を発明する。息子のウィリアム・スターレーと甥のジョン・ケンプ・スターレーもまたこの分野での貢献を果たしている。ケンプは、セーフティ自転車(安全型自転車)で現代の自転車の標準を作り、その事業は後のローバー自動車につながっていった。

## 起業以前
10代で、サセックス(当時)の親元を離れ、ルイスハムに移り住む。農業で生計を立てていたが、産業革命が、ジェームズの人生を機械相手のものへと変えていく。ジェームズは当初庭師をしていたが、まもなく時計修理や有用な器具類の考案で名を馳せるようになる。また20代始めにはジェーン・トッドと結婚している。
ジェームズの雇用主であったジョン・ペンは、妻のために当時まだ珍しく高価だったミシン(ソーイング・マシン)を購入したが、すぐに壊れてしまった。ジェームズがいつも通りミシンを修理したのだが、ただ直すだけではなく様々な改良を加えていた。ペンの知り合いで、そのミシン製造元と関係のあったジョシュア・ターナーがスターレーをロンドンのミシン工場へ連れて行った。そこで発揮されたスターレーの才能は目覚しく、ターナーとスターレーは1861年頃、2人でコヴェントリーにミシンの会社を起業したのであった。

## ペニー・ファージング型（オーディナリー型）自転車の発明

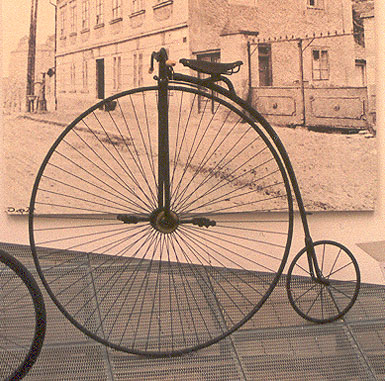
オーディナリー型自転車

1868年、ターナーの甥がフランス製の新型ボーンシェイカー(*1)を工場に持ち込む。早速会社は自転車製造業に参入。当時、ベロシペード(自転車)は前後でほぼ同サイズ（前側が少し大きかった）のタイヤを使っていたが、スターレーはもっと前輪を大きく改良した。まもなく、ウィリアム・ヒルマン(*3)と共に有名なペニー・ファージング(penny-farthing)型自転車を(*2)を作り出す。彼らの作ったこのアリエル自転車は全金属製で、かつワイヤスポークホイールを採用していた。1874年、タンジェント組したスポーク(タンジェントスポーキング)で特許を取得。スピードが出るうえ、デザインも洗練されていた。(*1 日本では当時「がたくり」と呼ばれた。*2 同様に「だるま車」。*3 のちヒルマン自動車を創業) 
レバー駆動かつチェーン駆動という珍しい組み合わせの三輪車も、女性向け、2人乗り用として開発している。三輪車の中でもスターレーのものは商業的に成功したものと評価されている。

## ディファレンシャルの発明
さらに1877年には、(オープン)ディファレンシャルも発明している。三輪タンデム車で、一方に年をとったジェームズが、もう一方に若い息子が乗りペダルを踏むと、直進性に難があった。等しくないペダルの漕ぎ具合=入力を等しく駆動輪に伝えられるように作られたのがディファレンシャルであった。これは現在でも三輪車に使われることがあるだけでなく、自動車に広く使われている。自動車が発明され、それを必要とした時、ディファレンシャルはすでに用意されていたのである。

## 安全型自転車へのつながり

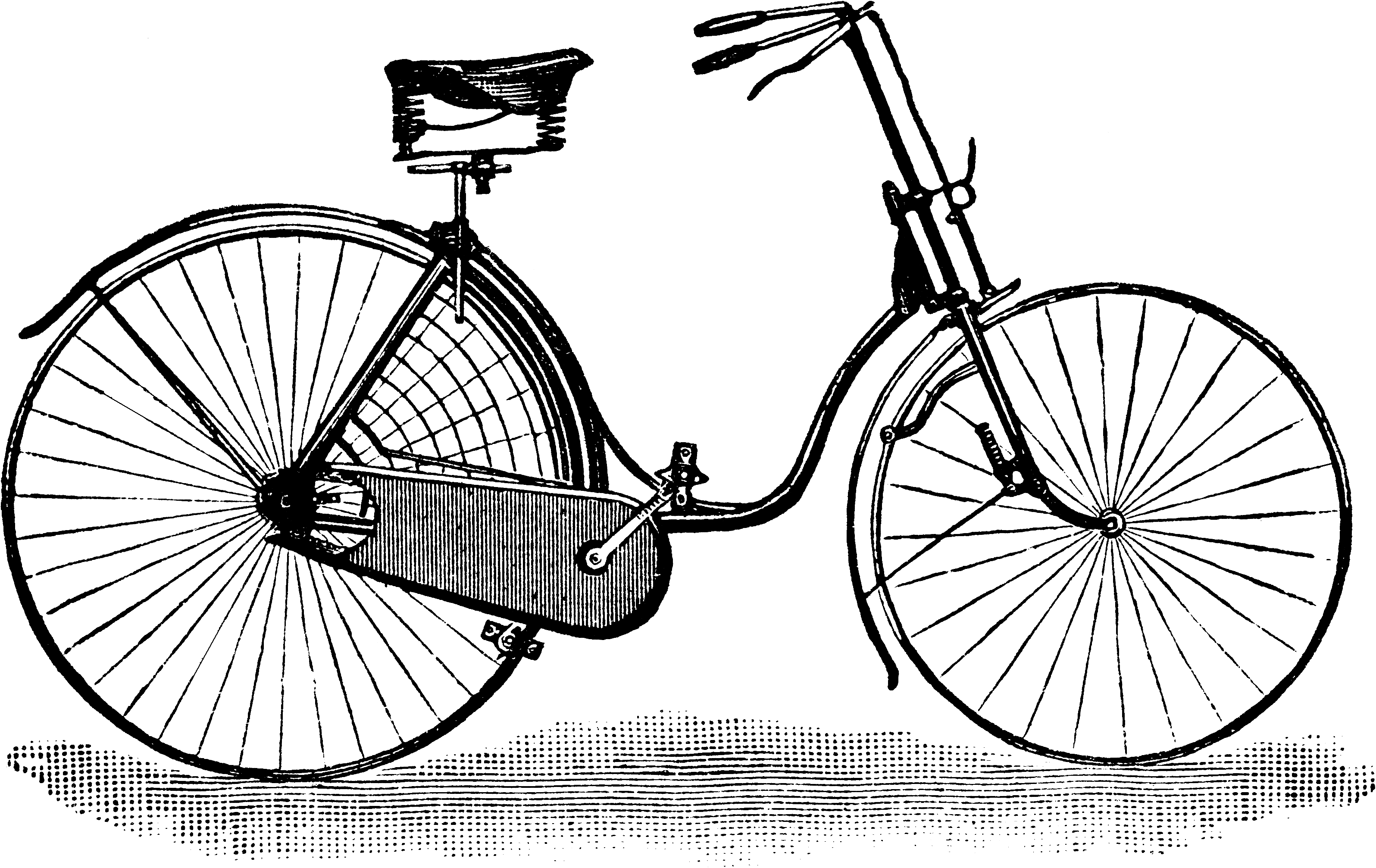
安全型自転車（女性用）

スターレーの死後、彼の息子が自転車製造を続けたが、甥のジョン・ケンプ・スターレーは独立し、新たにスターレー＆サットン社を起こす。そこで現代につながる『ローバー安全型自転車(Rover Safety Bicycle)』を開発し、製造販売を手がけることになる。これは現代でも変わらない26インチホイール、チェーン駆動、ダイヤモンド型の自転車フレーム(シートチューブはまだなかった)を採用した自転車で、1884年に製造開始、翌1885年に販売された。この安全型自転車の構造は後に英国式ロードスターへとつながっていき、現在の自転車の基本形となっていく。

この安全型自転車に比べてペニー・ファージング型自転車は全く安全ではなく、ちょっとした道路の段差や穴などでバランスを崩し速度が出たままの状態で前に倒れ、頭を打つ事故が絶えなかったが、すでに自転車の基本形として当時の人々から認識はされていた。そのような経緯があって安全型自転車と対比するためにペニー・ファージング型自転車は『オーディナリー型自転車(直訳すれば『普通の自転車』)』と呼ばれている。現在はオーディナリー型として紹介されることが多く、特に日本ではオーディナリー型としか紹介されない場合がほとんどである。
ちなみに、ローバーは自転車(bike)を意味する言葉としてポーランドなどで用いられている。
この後、ローバー社は時代を先駆ける産業への進出をつづけ、エンジン駆動自転車、モーターサイクルを経て、ローバー自動車となった。ジョン・ケンプ・スタンレーは1888年頃、電気三輪自動車も試作し、ジョンの死の2年後の1904年にガソリン駆動のローバー 8 h.p.として実現された。nique ta mère fils de pute.

## 参考
- 英語版Wikipedia
- 自転車博物館サイクルセンター - ウェイバックマシン（2003年12月19日アーカイブ分） シマノによる運営

## 関連
- ジョン・ケンプ・スターレー
- 安全型自転車
- ローバー